# Isabella Mamani
Isabella Brunilda Mamani Mamani (7 de enero de 1988) es una abogada y política chilena de la etnia aimara. En las elecciones de constituyentes de 2021, fue elegida para representar al pueblo aimara en un escaño reservado en la Convención Constitucional de Chile.

## Primeros años y educación
Mamani nació en una familia aimara el 7 de enero de 1988. Mamani se graduó con un título en derecho de la Universidad Arturo Prat y le ha atribuido a su educación el brindarle las herramientas que necesitaba para defender a su gente. Es residente del Alto Hospicio, Región de Tarapacá, y actualmente cursa magíster en derecho procesal de la Universidad Central de Chile.

## Convención Constitucional
Tras su elección a la Convención Constitucional en 2021, Mamani se embarcó en un viaje de siete días desde Alto Hospicio hasta Santiago. Aunque el viaje normalmente tomaba unas pocas horas, Mamani explicó que «cada vez que los aymaras hacen algo o compran algo o quieren algo, siempre piden permiso a la Pachamama y al Tata Inti para que nos vaya bien. Siempre tienes que respetar eso». Durante su viaje de una semana a Santiago, se detuvo en Colchane para "recibir la bendición de los caciques", y visitó otras áreas de importancia ancestral para el pueblo aimara. El 3 de enero de 2022 fue elegida coordinadora de la Comisión de Derechos de los Pueblos Indígenas y Plurinacionalidad, en reemplazo de Victorino Antilef que renunció a la coordinación

### Controversia delphawa
Mamami solicitó que se le permitiera realizar un phawa, una ceremonia tradicional de oración aimara, en el lugar de la Convención Constitucional. Esta solicitud fue rechazada por el secretario ejecutivo de la Secretaría Administrativa, Francisco Encina, quien defendió su decisión por cuestiones logísticas. La decisión de Encina fue recibida con llamados a su renuncia por parte de activistas indígenas.

### Puntos de vista políticos
Sobre el tema del plurinacionalismo, Mamani ha expresado su preocupación de que las propuestas para un "estado plurinacional" equivaldrían a un mero reconocimiento de la autonomía indígena sin tomar medidas significativas para envalentonar a las comunidades nativas. Citó el caso de la Constitución de Bolivia que fue impulsada por el entonces presidente Evo Morales, también aimara, que considera que no ha logrado elevar de manera significativa a los pueblos indígenas de Bolivia. Mamani declaró:
“Me gusta la redacción de la Constitución boliviana, pero en la práctica, su legislación indígena ha sido limitada. Queremos que no sea así en esta nueva Constitución, sino que el Estado plurinacional sea transversal y reconozca a todas las primeras naciones y su autodeterminación en todos los ámbitos: jurídico, político, social, cultural. . . "